# Asesinato de Anthony Baez
El 22 de diciembre de 1994, el guardia de seguridad Anthony Ramon Baez (20 de septiembre de 1965 – 22 de diciembre de 1994), de 29 años, fue asesinado tras ser estrangulado durante una altercación con la policía. Su muerte ocurrió temprano en la mañana en Cameron Place, en la sección Mount Hope del Bronx, Nueva York. El encuentro fatal comenzó cuando Anthony Baez y sus hermanos accidentalmente golpearon un coche de policía con su balón de fútbol alrededor de la 1:30 a. m. Los hermanos Baez continuaron su juego, lanzando en la dirección opuesta. El oficial Francis Livoti arrestó primero a David Baez por conducta desordenada. Luego intentó arrestar a Anthony Baez, quien había interferido físicamente en el arresto de su hermano, cruzando los brazos frente a su pecho. Se produjo una pelea mientras otros policías llegaban al lugar. Baez fue sometido, perdió el conocimiento y fue llevado a un hospital, donde fue declarado muerto por asfixia. La controversia se centró en hasta qué punto los policías contribuyeron a su muerte, específicamente si fue sometido a un estrangulamiento no autorizado por el oficial Francis Livoti.

## Víctima
Anthony Ramon Baez (20 de septiembre de 1965 – 22 de diciembre de 1994) fue un guardia de seguridad de 29 años. Anthony Baez medía 5 pies y 6 pulgadas de altura, pesaba 270 libras y era asmático.

## Asesinato
El Sr. Baez habría resistido al arresto y la policía alegó que se necesitaron cuatro oficiales para esposarlo y derribarlo. Baez fue llevado al hospital por la policía cuando una ambulancia enviada por el sargento William Monahan no llegó. El forense de la ciudad de Nueva York determinó que la muerte de Anthony Baez fue causada por asfixia debido a la "compresión del cuello y el pecho", así como asma aguda. El Dr. Hirsch dijo que la clasificación de homicidio indicaba que la muerte fue causada "total o parcialmente" por las "acciones de otra persona".
Phil Caruso, el presidente de la Asociación Benevolente de Policías, dijo que Anthony Baez "resistió violentamente cuando intentaron esposarlo, fue cuando tuvo el ataque de asma". El sargento William Monahan testificó más tarde que, después de la pelea, vio al Sr. Baez, esposado, levantarse y caminar brevemente, con la ayuda del oficial Francis Livoti, contradiciendo las afirmaciones de la familia de Baez de que él ya estaba inerte cuando fue esposado.
Livoti fue objeto de varias quejas civiles por uso excesivo de la fuerza, aunque ninguna fue comprobada por el Consejo de Revisión de Quejas Civiles.

## Investigación, desarrollos y Juicio
En marzo de 1995, un gran jurado del Bronx acusó a Livoti de homicidio involuntario en segundo grado. Las acusaciones de homicidio fueron inicialmente desestimadas tras notar un error en la acusación.
En diciembre de 1995, Livoti fue nuevamente acusado de homicidio por negligencia criminal. El juicio de Livoti comenzó en septiembre de 1996. Renunció a su derecho a un juicio con jurado y, en su lugar, optó por que el caso fuera escuchado solo por un juez. En octubre de 1996, el oficial Francis Livoti fue absuelto por el exjuez de la Corte Suprema de Nueva York, el juez Jerry Sheindlin. La absolución fue recibida con protestas y malestar público generalizado, incluyendo el disparo a un capitán de la policía (que sobrevivió) en un acto de "venganza".
Los fiscales federales acusaron a Livoti de violaciones de derechos civiles, similares a los casos presentados contra los oficiales de Los Ángeles Stacey C. Koon y Laurence Powell por la golpiza a Rodney King. La oficial Daisy Boria, considerada una pariente lejana de los Baez y presente en su arresto en 1994, contradijo a tres de sus colegas oficiales, incluido su compañero. Boria testificó que no vio ningún enfrentamiento entre Livoti y Baez. Sin embargo, en 1987, fue acusada de perjurio por el fiscal de Manhattan por mentir sobre un caso de seguros. Posteriormente fue absuelta. En 2003, se presentaron cargos disciplinarios contra otros dos oficiales, Mario Erotokritou y Anthony Farnan, involucrados en la muerte de Anthony Baez. Ambos oficiales fueron despedidos sumariamente.
En su defensa, Livoti negó haber usado una llave de estrangulamiento, afirmando que cualquier estrangulamiento fue no intencional y que él no causó las lesiones ni la muerte de Baez. Tres oficiales en la escena testificaron que no vieron a nadie poner a Baez en una llave de estrangulamiento, que Baez estaba resistiéndose al arresto cuando Livoti lo esposó y que Baez estaba consciente después de ser contenido. El padre y los hermanos de Baez testificaron que Livoti puso a Baez en una llave de estrangulamiento y que Baez estaba inerte cuando Livoti lo esposó. El oficial Francis Livoti también alegó que el tribunal de distrito no consideró que Baez al menos contribuyó al enfrentamiento al resistirse a sus esfuerzos (de Livoti) para esposarlo (a Baez) por la espalda. Los fiscales respondieron que no había causa probable para el arresto en primer lugar, ya que no es un delito golpear accidentalmente un coche de policía con una pelota de fútbol.

## Consecuencias
El 26 de junio de 1998, Livoti fue condenado en el Tribunal Federal de Manhattan por violar los derechos civiles de Anthony Baez y fue sentenciado a siete años y medio de prisión federal. Livoti fue liberado en abril de 2005, después de cumplir seis años y medio.
La muerte de Anthony Baez atrajo gran atención mediática. La muerte de Baez fue utilizada por personas que afirmaban que la policía es demasiado rápida para usar fuerza letal. Este fue el tercer y más notable incidente de brutalidad policial del NYPD en 1994, y en algunos casos anteriores los oficiales fueron absueltos.
La viuda de Baez presentó una demanda por homicidio culposo de $13 millones en 1995. Llegó a un acuerdo con el Departamento de Policía de Nueva York por $3 millones en octubre de 1998.
En el año 2000, la calle donde murió Baez fue renombrada como Anthony Baez Place.

## Película
Una película documental, Every Mother's Son, que perfila a las madres de tres hombres asesinados por el NYPD y sus esfuerzos legales y políticos, se realizó en 2004, sobre los casos de Gidone Busch, Amadou Diallo y Baez.